# 西直门交通枢纽
西直门交通枢纽位于北京市西城区，西直门桥西北角，是一个综合性大型客运交通枢纽，也是北京市区主要交通枢纽之一。枢纽主要服务于3条城市轨道交通（西直门站）内部的换乘，同时引入国家铁路（北京北站）、路面公交，以及出租车等其他交通方式。与西直门交通枢纽配套建设的写字楼与商业零售建筑称作西环广场，其主体为四座塔楼，其中三个较高的塔楼的立面呈椭圆形，为西直门地区的地标建筑。

## 位置和布局
西直门交通枢纽位于西二环路外，西直门外大街北侧，西至高梁桥路，北至南长河（此段为盖板河），规划总用地面积5.99公顷，总建筑面积26.4万平方米，其中商业和办公区建筑面积18.2万平方米，交通建筑面积6.7万平方米。
交通枢纽分为东、中、西三个区域。西区主要为配套商业开发，亦即引言中所述的地标建筑——西环广场；中区为地铁13号线车站；东区北部为国铁北京北站，中部为地下换乘大厅和公交始发站，南部通过通道连接1980年代建成的地铁2号线、4号线车站。

## 设计
整个设计围绕东区的换乘厅展开，换乘大厅位于地下一层，中区三层的13号线站台通过一个连续的通道与换乘大厅直接连接，再通过换乘大厅连接2、4号线车站，以避免出站换乘；同时换乘大厅也与北京北站地下一层相连。由于枢纽内只有两路公交车从北京北站前经过，其他公交车停在高梁桥路西侧，所以在西区二层设置了换乘通道，以方便乘客由公交转乘地铁13号线，但这种公交车站的布置方式仍然造成了换乘上的麻烦。
西区的四个塔楼中，最北端的一个是北京地铁13号线的控制中心，与13号线统一设计建造，而南部的三座则是写字楼，之间以裙房相连，用作商业开发（即凯德MALL·西直门）。南部三座塔楼没有设置标准层，各层结构和平面设计均不相同，以实现椭圆形立面的效果。三个塔楼的南侧都设置了遮阳用的百叶。

## 建造

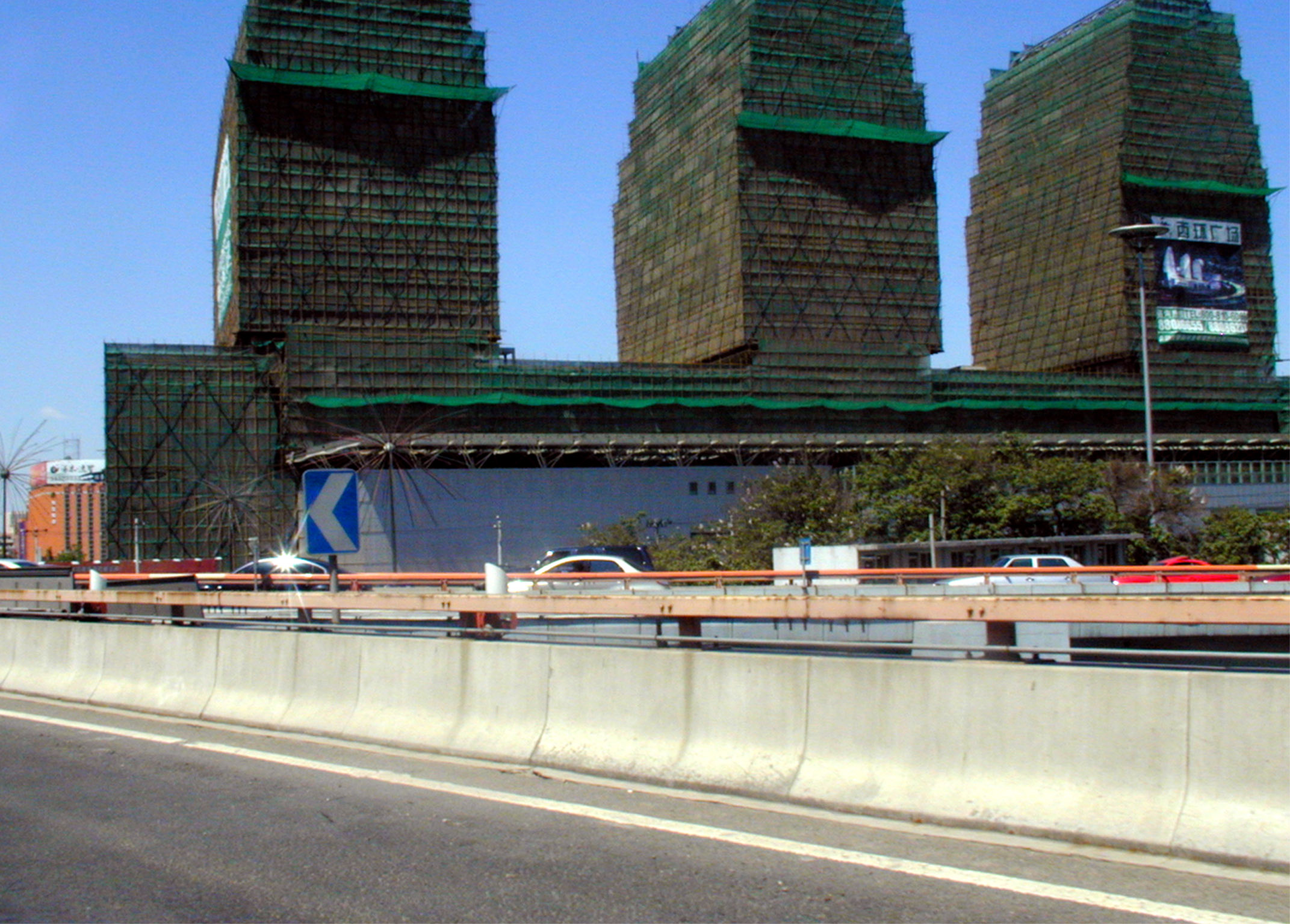
2004年5月，建设中的西直门交通枢纽

西直门交通枢纽各部分的时间跨度很长。枢纽建筑于2001年开工，2002年9月地铁13号线车站就开始投入使用，西区的商业和写字楼于2005年9月交付使用，枢纽主体2008年5月竣工，用于地铁换乘的通道也于同年6月开通，但是地下混合换乘大厅直至2011年才开通运营。单独改造的北京北站则于2008年1月开工，次年1月投入使用。